# Hipertensió arterial pulmonar
La hipertensió arterial pulmonar (HAP o HTAP) és un augment de la pressió arterial en les artèries pulmonars, venes pulmonars, o en els capil·lars pulmonars, que condueix a la dispnea (manca d'alè), marejos, desmais i altres símptomes, els quals es veuen agreujats per l'esforç. La hipertensió pulmonar pot ser una malaltia greu on la tolerància a l'exercici va disminuint notablement i pot dur a la insuficiència cardíaca. Va ser identificat per primera vegada pel Dr Ernst von Romberg el 1891. D'acord amb la classificació més recent, pot ser un dels cinc tipus diferents: arterial, venosa, hipòxica, tromboembòlica o miscel·lània.

## Causes i classificació
El Sistema de classificació revisat el 2003 a Venècia es poden resumir de la següent manera:
- OMS Grup I - Hipertensió arterial pulmonar (HAP)
  - Idiopàtica (HPI)
  - Familiar (HAPF)
  - Associada amb altres malalties: malaltia vascular del col·lagen (per exemple, l'esclerodèrmia), curtcircuits congènits entre la circulació sistèmica i pulmonar, hipertensió portal, la infecció per VIH, medicaments, toxines o altres malalties o trastorns
  - Associats amb malaltia venosa o capil·lar

- OMS Grup II - Hipertensió pulmonar associada amb malalties del cor esquerre
  - Malaltia auricular o ventricular
  - Malaltia valvular (per exemple, l'estenosi mitral)

- OMS Grup III - Hipertensió pulmonar associada amb malalties pulmonars i/o hipoxèmia
  - Malaltia pulmonar obstructiva crònica (MPOC), malaltia pulmonar intersticial (MPID)
  - Trastorns respiratoris del son, hipoventilació alveolar
  - Exposició crònica a l'altura
  - Anormalitats en el desenvolupament pulmonar

- OMS Grup IV - Hipertensió pulmonar deguda a trombosi crònica i/o malaltia embòlica
  - Embòlia pulmonar en les artèries pulmonars proximals o distals
  - Embolització de matèria, com ara cèl·lules tumorals o paràsits

- OMS Grup V - Miscel·lània

## Patogènia

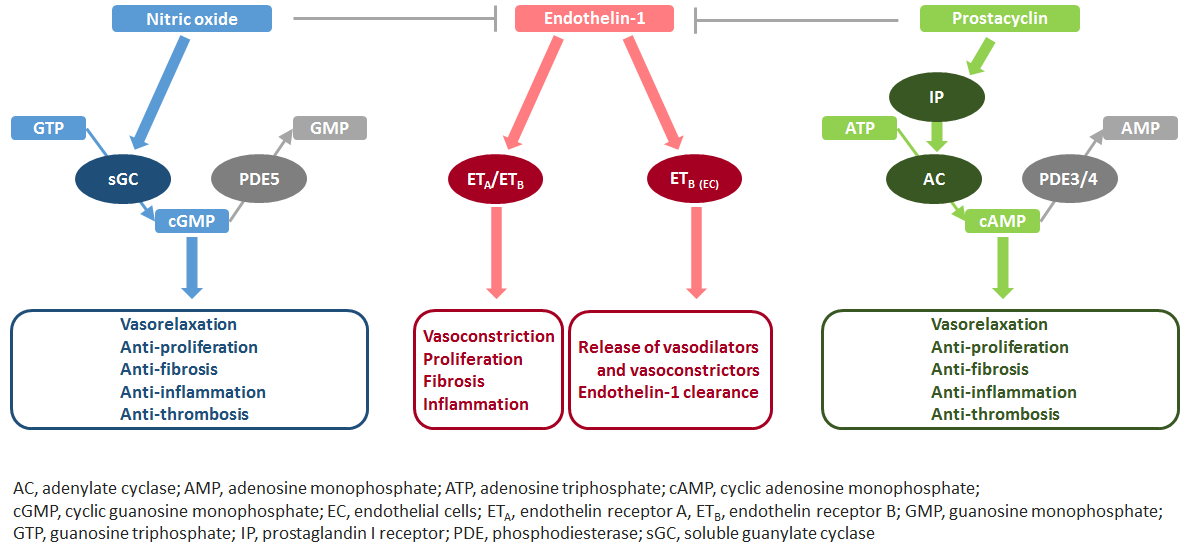
Les tres vies de senyalització principals implicades en la patogènesi de la hipertensió arterial pulmonar

Consisteix en la vasoconstricció o estrenyiment dels vasos sanguinis connectats i dins dels pulmons. Això fa més difícil per al cor per bombar la sang pels pulmons. Amb el temps, els vasos sanguinis afectats es tornen més rígids i gruixuts tant, en un procés conegut com la fibrosi. Això augmenta encara més la pressió arterial en els pulmons i impedeix el seu flux sanguini. A més, la major càrrega de treball del cor provoca la hipertròfia del ventricle dret, podent bombar la sang pels pulmons de forma suficient, però finalment du a una insuficiència cardíaca dreta (una condició coneguda com a cor pulmonale). A mesura que la sang que flueix a través dels pulmons disminueix, el costat esquerre del cor rep menys sang. Aquesta sang també pot tenir menys oxigen del normal. Per tant, cada vegada és més difícil per al costat esquerre del cor per bombar el subministrament d'oxigen suficient per a la resta del cos, especialment durant l'activitat física.

## Clínica
Una de les principals conseqüències de la HAP és el compromís amb el cor, cosa que pot produir insuficiència cardíaca i eventualment la mort, si no es tracta adequadament. La HAP es pot presentar de manera aïllada o bé associada a altres malalties, com les anomenades malalties autoimmunitàries (esclerodèrmia, lupus), la infecció per VIH o les malalties congènites del cor. Els principals símptomes són dispnea (sensació d'ofec o manca d'aire), cansament o fatiga amb l'esforç, síncope (pèrdua del coneixement), dolor al pit, palpitacions, inflamació als turmells i inflamació generalitzada (retenció de líquids).

## Diagnòstic
Per establir el diagnòstic és necessari mesurar la pressió arterial pulmonar, i per això cal col·locar un catèter a l'artèria pulmonar (cateterisme).

## Tractament
Actualment, no existeix cura de la malaltia, però es disposa de tractaments que milloren la qualitat de vida, augmenten la tolerància a l'esforç i perllonguen la supervivència. Però els continuats avenços que s'estan produint en el coneixement de l'HAP permeten preveure un futur esperançador per a les persones que la pateixen.
Els tractaments existents es divideixen segons el mecanisme d'acció:
- Bloquejadors dels canals de calci (Calcium channel blockers, CCB)
- Antagonistes del receptor de la endotelina (ARE o ERA)
- Inhibidors de la fosfodiesterasa 5
- Prostanoides

### Bloquejadors del canal de calci (CCB)[9]
Els bloquejadors dels canals de calci són vasodilatadors. Només un petit percentatge dels pacients responen a aquest tipus de fàrmac, i els més utilitzats són nifedipina i diltiazem sobretot, tot i que també ammlopidina. El fet de triar aquest tractament en un inici depèn de la taxa cardíaca a l'inici. La dosis diària és relativament alta (120-240mg per nifedipina o 240-270mg per diltiazem). Es recomana començar amb una dosis baixa i anar incrementant-la progressivament fins a la dosis tolerada màxima. Els factors limitants per a l'increment de la dosis solen ser hipotensió sistèmica i edèma perifèric a la extremitat inferior. Els pacients que cumpleixen els criteris per a ser tractats amb CCBs s'han de seguir atentament per raons de seguretat i eficàcia, per això s'han de revalorar després de 3-4 mesos de teràpia.
Si el pacient no mostra una resposta adequada (es manté en classe funcional I o II de la OMS, o amb una millora en la hemodinàmica) s'hauria de valorar afegir una altra teràpia al tractament amb bloquejadors del canal de calci.
Pel que fa als pacients que no tenen una estudi de vasoreactivitat o que els resultats d'aquest estudi són negatius no haurien de començar la teràpia amb CCBs, ja que els efectes podrien ser molt negatius.

### Antagonistes del receptor de la endotelina (ARE o ERA)[9]
L'activació del sistema de la endotelina ha quedad demostrat en el plasma i en el teixit pulmonar dels pacients amb HAP. Tot i que no és clar si l'augment de les concentracions plasmátiques de la endotelina 1 són una causa o una conseqüència de la malaltia, les dades indiquen que el sistema de la endotelina té un paper predominant en la patogénesis de la HAP. La endotelina 1 té efectes vasoconstrictores i mitogènics unints-e a dos isoformes de receptors diferents en les cèl·lules del múscul llis vascular pulmonar, els receptors de la endotelina A i els de la B.
Els receptors de la endotelina B també estan en cèl·lules endotelials, i la seva activació produeix l'alliberació de substàncies vasodilatadores i antiproliferatives, com l'òxid nítric i la prostaciclina, que poden compensar els efectes perjudicials de la endotelina 1.
Actualment s'utilitzen diferents antagonistes del receptor de la endotelina, tots administrats per via oral.:
BosentanÉs un antagonista dual del receptor de la endotelina B i A actiu per via oral, y és el primer fàrmac que acostumen a utilitzar els pacients. S'ha estudiat en 5 estudis clínics que han demostrat una millora en la capacitat d'exercici, la classe funcional, la hemodinàmica, l'ecocardiografia, les variables Doppler i el temps d'empitjorament. És un tractament aprovat per a pacients en classe funcional II de la OMS. Aquest fàrmac pot ser hepatotòxic, en aproximadament el 10% dels pacients es va veure un increment de les aminotransferases hepàtiques en funció de la dosis, i aquest increment és reversible després de la reducció de la dosis o l'abandonament del tractament.
AmbrisentanÉs un antagonista del receptor de la endotelina de tipus no sulfonamida, pertany a la classe d'àcid propanoic que és selectiu pel receptor de la endotelina A. Al fer els estudis clínics es va demostrar eficàcia sobre els símptomes, la capacitat d'exercici, la hemodinàmica i l'empitjorament clínic dels pacients amb HAP. És un tractament aprovat per a pacients en classe funcional II i III de la OMS. La incidència de proves de funció hepàtiques anormals varia des del 0,8% al 3%. Un altre avantatge respecte el bosentan és que la dosis es pot augmentar més, permetent d'aquesta manera allargar el tractament fins a etapes més avançades de la malaltia. D'altra banda, té un inconvenient que és l'augment de la incidència d'edema perifèric.
Macitentan

### Inhibidor de la fosfodiestarasa 5(inhibidors PDE5)[9]
La fosfodiesterasa 5 és un enzim que degrada el GMPc provocant així la vasodilatació en els teixits on hi ha expressió d'aquest enzim, com és el cas del sistema vascular pulmonar. A més, un altre avantatge és el fet que els inhibidors de la fosfodiesterasa 5 tenen efectes antiproliferatius.
Actualment hi ha tres inhibidors de la fosfodiesterasa 5 aprovats:
- Sildenafil
- Tadalafil
- Vardenafil

### Prostanoids[9]
La prostaciclina està produïda predominantment per les cèl·lules endotelials i indueix una vasodilatació potent. Aquest component és l'inhibidor endògen més potent d'agregats de plaquetes i també té activitat citoprotectora i antiproliferativa.
En pacients amb HAP hi ha una desregulació de la via metabòlica de les prostaciclines de manera que es redueix l'expressió de la prostaciclina sintetasa en les arteries pulmonars. D'aquesta manera la teràpia amb prostaciclines permet suplir aquesta desregulació.
És el tractament indicat per a pacients amb HAP avançada, ja que majoritàriament (excepte el beraprost) totes les prostaciclines milloren els símptomes, la capacitat de fer exercici, i el que és més important, la hemodinàmica, permetent d'aquesta manera aconseguir una millora del pacient. A més les prostaciclines no tenen efecte sostre de manera que es pot incrementar la dosis segons la necessitat en el cas de que siguin prostaciclines parenterals.
Per el tractament de la malaltia s'utilitzen diferents anàlegs de prostaciclines:
BeraprostS'administra de forma oral i s'utilitza principalment en països asiàtics. S'ha demostrat que millora la capacitat de fer exercici durant els primers 3-6 mesos però no millora les característiques hemodinàmiques de manera que a llarg termini no provoca beneficis en el pacient.
EpoprostenolEstà disponible com a preparat liofilitzat estable i s'ha de dissoldre en un tampó alcalí per a administrar-ho per infusió venosa contínua (mitjançant l'ús d'un catèter i una bomba). Té una vida mitjana curta (3-5 min) el que suposa un perill pel pacient, ja que en cas de problemes el marge de temps d'actuació és molt petit. L'altre desavantatge que té respecte a les altres prostaciclines és el fet que no és termoestable, de manera que s'ha d'administrar en fred.
IloprostÉs un anàleg de la prostaciclina disponible per a administració oral o en aerosol. La teràpia inhalada pel pacient suposa 6-9 inhalacions diàries (d'uns 10 min) per a aconseguir un efecte al màxim de sostingut en el temps, i tot i així no és una teràpia tan efectiva com les prostaciclines parenterals, ja que la concentració de prostaciclina en la sang no és estable.
TreprostinilÉs un anàleg del epoprostenol amb l'avantatge de ser estable a temperatura ambient, i a més té una vida mitjana més llarga (4h aprox) que permet un marge de temps d'acció major en cas que falli la bomba o la solució. A més, la infusió pot ser intra venosa com en el cas de l'epoprostenol o subcutània.

### Agonistes dels receptors de prostaciclina[9]
Aquest és un nou tipus de fàrmac que sovint es confon amb les prostaciclines. Tot i això és important tenir en compte que aquest només actua sobre un tipus de receptor de manera que l'efecte és molt menor. Els efectes són vasodilatació i millora en la capacitat de fer exercici, però no està demostrada una millora en la hemodinàmica el que suposa que a llarg termini no sigui un tractament viable. Així doncs està indicat per a pacients en un estat intermedi (classe funcional II de la OMS) i amb un seguiment del deteriorament molt acurat per a poder canviar el tractament a les prostaciclines parenterals quan el pacient se situï en una classe funcional III.
L'únic fàrmac aprovat actualment en aquest grup és el selexipag, que és d'administració oral i té el desavantatge de l'efecte sostre (en un determinat nivell l'augment de la dosis no suposa una millora en el pacient).

### Teràpia combinada[9]
El terme de teràpia combinada fa referència a l'ús simultani de més d'una classe de fàrmacs específics per a la HAP, i així aconseguir actuar sobre les tres vies desregulades: via de les prostaciclines (prostanoids), via de les endotelines (ERAs) i via de l'òxid nítric (inhibidors del PDE-5).
ècnica, basada en dades que mostren una millora hemodinàmica i recuperació de la funció ventricular dreta. La recerca continua.